# Antonia Alighieri

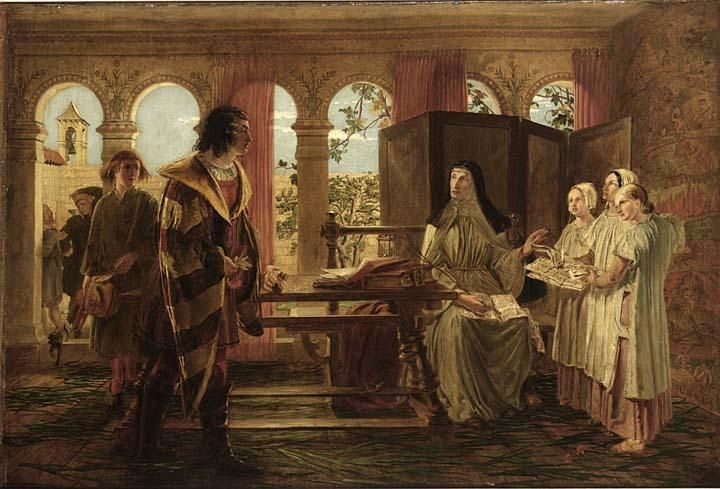
William Bell Scott, Boccaccio fa visita alla figlia di Dante, olio su tela, anno sconosciuto.

Antonia Alighieri (Firenze, fine XIII/inizio XIV secolo – Ravenna, dopo il 1371) è stata una religiosa italiana.

## Biografia
Figlia di Dante Alighieri e Gemma Donati, fu probabilmente monaca col nome di suor Beatrice nel monastero di Santo Stefano degli Ulivi a Ravenna.
Nel 1350 probabilmente conobbe Boccaccio il quale fu inviato a Ravenna per portarle 10 fiorini d'oro a nome dei capitani della compagnia di Orsanmichele.
La sua figura, per molti aspetti misteriosa e discussa, è stata al centro di alcune opere letterarie ottocentesche come ad esempio: Beatrice Alighieri di Ifigenia Zauli Sajani (1853), Dante in Ravenna di Luigi Biondi (1837), Dante a Ravenna di Tito Mammoli (1883).